# Tahiti First Division 2024-2025
La Tahiti First Division 2024-2025, nota anche come Ligue Mana 2024-2025 per ragioni di sponsorizzazione, è stata la 68ª edizione della massima serie del campionato di calcio di Tahiti. Il campionato è iniziato il 21 settembre 2024 e si è concluso il 22 giugno 2025. La squadra campione in carica era il Pirae, avendo vinto il suo dodicesimo titolo nazionale nell'edizione 2023-2024.
Il campionato è stato vinto dal Vénus, al suo undicesimo titolo nazionale.

## Stagione

### Novità
Al termine della stagione precedente sono state retrocesse Papenoo, Olympic Mahina, Jeunes T. e Temanava, ultime quattro classificate del campionato. In aggiunta, in virtù della riforma del campionato che ha ridotto il numero di squadre partecipanti da 12 a 10, sono state promosse Manu-Ura e Mira, prime due classificate della Division 2.

### Formula
Le 10 squadre partecipanti giocano un girone all'italiana con gare di andata, ritorno e nuovamente andata, per un totale di 27 giornate. Al termine di esse, la prima classificata è campione di Tahiti e si qualifica per la OFC Champions League 2026, insieme con la seconda classificata. L'ultima classificata è invece retrocessa in Division 2, mentre la penultima gioca uno spareggio promozione/retrocessione con una squadra di Division 2.

## Squadre partecipanti
| Club          | Città     | Stagione precedente  |
| ------------- | --------- | -------------------- |
| Central Sport | Papeete   | 5° in First Division |
| Dragon        | Papeete   | 4° in First Division |
| Manu-Ura      | Paea      | First Division       |
| Mira          | Moorea    | First Division       |
| Pirae         | Papeete   | Campione di Tahiti   |
| Pueu          | Teahupo'o | 9° in First Division |
| Taiarapu      | Teahupo'o | 7° in First Division |
| Tamarii       | Papeete   | 6° in First Division |
| Tefana        | Papeete   | 3° in First Division |
| Vénus         | Mahina    | 2° in First Division |

## Classifica
|                   | Pos. | Squadra       | Pt | G  | V  | N | P  | GF  | GS  | DR   |
| ----------------- | ---- | ------------- | -- | -- | -- | - | -- | --- | --- | ---- |
| Tahiti (bandiera) | 1.   | Vénus         | 73 | 27 | 24 | 1 | 2  | 121 | 32  | +89  |
|                   | 2.   | Pirae         | 71 | 27 | 23 | 2 | 2  | 117 | 35  | +82  |
|                   | 3.   | Tefana        | 63 | 27 | 21 | 0 | 6  | 88  | 38  | +50  |
|                   | 4.   | Dragon        | 51 | 27 | 16 | 3 | 8  | 105 | 46  | +59  |
|                   | 5.   | Mira          | 36 | 27 | 11 | 3 | 13 | 62  | 54  | +8   |
|                   | 6.   | Central Sport | 30 | 27 | 9  | 3 | 15 | 52  | 68  | -16  |
|                   | 7.   | Tamarii       | 29 | 27 | 8  | 5 | 14 | 46  | 68  | -22  |
|                   | 8.   | Pueu          | 29 | 27 | 9  | 2 | 16 | 63  | 77  | -14  |
|                   | 9.   | Taiarapu      | 12 | 27 | 4  | 0 | 23 | 39  | 101 | -62  |
|                   | 10.  | Manu-Ura      | 1  | 27 | 0  | 1 | 26 | 17  | 201 | -184 |

Legenda:
      Campione di Tahiti e ammessa alla OFC Champions League 2026.
      Retrocessa in Division 2
 Ammesso ai Play-off promozione/retrocessione